# Rafael Blanch i Via
Rafael Blanch i Via   (Barcelona, 16 de gener de 1933) és un músic i compositor català. És fill del també músic català Àngel Blanch i Reynalt.

## Biografia
Estudià a l'Escola Municipal de Música de Castelló d'Empúries i al Conservatori Superior Municipal de Música de Barcelona, on es diplomà de professor de piano i de solfeig, teoria, dictat i transposició. El seu pare, professor de violí, l'inicià en la música de cambra.
Actuà com a pianista a auditoris, tant espanyols com de l'Europa Central, així com a la ràdio i la televisió, i fundà el 1975 una escola de música, encara operativa el 2011. Del 1976 al 1978 va ser director de la cobla Els Montgrins, càrrec on el substituí Martirià Font i Coll. Al curs 1984-1985 guanyà les oposicions a pianista acompanyant de l'Institut del teatre de Barcelona, i hi exercí de cap d'instrumentistes durant quinze anys.
Va col.laborar al concurs “Si lo sé no vengo” el 1985 com a pianista del programa.
Com a compositor, a més d'arranjaments, ha estat autor de peces per a formacions de vent, d'obres senzilles per a la formació musical i, seguint la tradició familiar, de sardanes. Donà part de la seva documentació musical a la biblioteca de l'ESMUC de Barcelona.

## Obres
- Ball de morratges de sant Pol de Mar (2010), per a cobla[6]
- L'envelat apedaçat (2003), per a oboè o saxo soprano, clarinet i piano[3]
- Gaudiniana (2001), per a oboè o clarinet, i piano
- Sopa de galets (2003), per a instruments de vent
- Trencaclosques (2001), per a doble quartet instrumental
- Tres cançons catalanes (2001), arranjament per a trio de fusta i corn anglès
- Tres valsets de vi (2001), per a quatre instruments de vent en do o en si bemoll
- Trinadansus (2001), per a tres instruments de vent en do o en si bemoll

- També són seves (entre altres) les sardanes[6]La Boqueria (enregistrada, 2003), Camí de l'Empordà, De la plana, Riallera (1988, obligada de fiscorn), Des del cim del Montgrí (1984), L'encant de Port-Lligat, Fidelitat (2003), Els gegants de Tarragona (1984), La il·lusió de Sant Joan (1977), El pa de tres crostons (enregistrada, 2004), El rec del molí (enregistrada, 1983, obligada de cobla), Rosa trista. La Sardana per als infants del món té versions per a quatre veus iguals i per a dues veus iguals i piano, i la lletra és d'un poema de Joan Alavedra.

### Enregistraments
- Cobla Marinada. La Sardana de la Boqueria i 12+.  Barcelona: Audiovisuals de Sarrià, 2006 [Consulta: 15 gener 2014]. Arxivat 2014-01-16 a Wayback Machine. DC que conté les sardanes de Rafael Blanch Els dos tenors; De bona fusta; L'Arnau i la Carlota; De la plana riallera; L'Aplec del Cargol; El rec del molí; El pà de tres crostons; Rambla amunt i Rambla avall, amb tres sardanes més escrites conjuntament per Rafael Blanch i Pere Vilà i Ayats: La Boqueria; Carme Ruscalleda; A Josep Burniol